# Maria Carmela Colaneri
Maria Carmela Colaneri (né le 10 février 1963 à Rome) est une graveur médailliste italienne, spécialisée dans la gravure des monnaies et médailles.

## Biographie
Maria Carmela Colaneri a été formée à la Scuola dell'Arte della Medaglia - Giuseppe Romagnoli. À partir de 1984, elle travaille à l'Istituto Poligrafico e Zecca dello Stato (IPZS), chargé de la fabrication de la monnaie nationale italienne.
Elle participe à de nombreux concours nationaux et internationaux, remportant le premier prix de la Biennale de l'art et du tourisme (Biennale d’arte e turismo) de Florence en 1983 et le prix S. Eligio à Rome. Elle a également remporté d'autres prix internationaux comme celui de la « meilleure monnaie de l'année »  avec la pièce Flora e Fauna (Flore et Faune) de 500 lires ou celle Canaletto de 1 000 lires.
Elle a dessiné la pièce italienne de 2 euros arborant le portrait de Dante Alighieri par Raphaël.
Elle a également dessiné les pièces de 10 centimes et de 2 euros pour le Vatican pendant la vacance du siège pontifical en 2005, ainsi que celles de 2006.

## Œuvres

### Pièces commémoratives de 500 lires
- La pièce commémoratives de 500 lires de 1997 pour le 50e anniversaire de la Police routière (it). (IT)

### Pièces commémoratives de 2 euros
Gravure de Pièces commémoratives de 2 euros :
- 2005 : Célébration du premier anniversaire de la signature de la Constitution européenne (IT) ;
- 2006 : XXes Jeux olympiques d'hiver de Turin 2006 (IT) ;
- 2007 : 80e anniversaire du pape Benoît XVI, conçue par Daniela Longo (VAT) ;
- 2008 : 60e anniversaire de la Déclaration universelle des droits de l'homme (IT) ;
- 2009 : Année mondiale de l'astronomie (VAT) ;
- 2009 : 200e anniversaire de la naissance de Louis Braille (IT) ;
- 2011 : XXVIe Journées mondiales de la jeunesse Madrid 2011 (VAT).

### Pièces commémoratives en argent
- La pièce de 1985, valeur de 500 lires, « Année européenne de la Musique » (IT)
- La pièce de 1987, valeur de 500 lires, « Année de la Famille » (IT)
- La pièce de 1988, valeur de 500 lires, « 40e anniversaire de la Constitution » (IT) -
- La pièce de 1988, valeur de 500 lires, « les Jeux olympiques de Séoul » (IT)
- La pièce de 1989, valeur de 500 lires, « Lutte contre le Cancer » (IT)
- La pièce de 1990, valeur de 500 lires, « Christophe Colomb » (IT)
- La pièce de 1992, valeur de 500 lires, « Flore et Faune » (IT)
- La pièce de 1997, valeur de 5000 lires, « Canaletto » (IT)
- La pièce de 2003, valeur de 5 euros, « Jeux olympiques d'Athènes 2004 » (SMR)
- La pièce de 2003, valeur de 10 euros, « Jeux olympiques d'Athènes 2004 » (SMR)
- La pièce de 2004, valeur de 10 euros ", Gênes, capitale européenne de la culture » (IT)
- La pièce de 2004, valeur de 10 euros, « Journée internationale de la paix 2004 » (VAT)
- La pièce de 2005, valeur de 5 euros, « 85 e anniversaire de la naissance de Federico Fellini » (IT)
- La pièce de 2006, valeur de 10 euros, « Gian Lorenzo Bernini colonnade Saint-Pierre » (SCV)
- La pièce de 2007, valeur de 5 euros, « 50e anniversaire de la mort d'Arturo Toscanini » (SMR)
- La pièce de 2007, valeur de 10 euros, « 250e anniversaire de la naissance d'Antonio Canova" (IT)
- La pièce de 2008, valeur de 10 euros, « 500e anniversaire de la naissance d'Andrea Palladio" (IT)
- La pièce de 2009, valeur de 5 euros, « 300e anniversaire de la découverte d'Herculanum" (IT)
- La pièce de 2010, valeur de 5 euros, « Italie des arts : la Basilique Santa Chiara à Naples » (IT)
- La pièce de 2010, valeur de 10 euros, « 200e anniversaire de la naissance de Robert Schumann » (RSM)
- La pièce de 2010, valeur de 10 euros, « 500e anniversaire de la mort de Giorgione » (IT)
- La pièce de 2011, valeur de 10 euros, « 500e anniversaire de la naissance de Giorgio Vasari » (IT)
- La pièce de 2011, valeur de 5 euros, « Béatification de Jean Paul II » (VAT)

### Pièces commémoratives en or
- La pièce de 2004, valeur de 20 €, « 750e anniversaire de la naissance de Marco Polo » (RSM)
- La pièce de 2004, valeur de 50 €, « 750e anniversaire de la naissance de Marco Polo » (RSM)
- La pièce de 2005, valeur de 20 €, « Journée internationale de la paix » (RSM)
- La pièce de 2005, valeur de 50 €, « Journée internationale de la paix » (RSM)
- La pièce de 2007, valeur de 2 scudi, « Amitié Saint-Marin-Japon » (RSM)
- La pièce de 2007, valeur de 5 scudi, « Amitié Saint-Marin-Japon » (RSM)
- La pièce de 2008, valeur de 20 €, « 500e anniversaire de la naissance d'Andrea Palladio » (IT)
- La pièce de 2008, valeur de 20 €, « Chefs-d'œuvre de la sculpture à la Cité du Vatican : Le Torse du Belvédère » (VAT)
- La pièce de 2008, valeur de 50 €, « Chefs-d'œuvre de la sculpture dans la cité du Vatican : La Pietà » (VAT)
- La pièce de 2010, valeur de 20 €, « Chefs-d'œuvre de la sculpture dans la cité du Vatican : Apollon du Belvédère » (VAT)
- La pièce de 2010, valeur de 50 €, « Chefs-d'œuvre de la sculpture dans la cité du Vatican : Auguste de Prima Porta » (VAT)